# Musca domestica
La mosca domestica (Musca domestica Linnaeus, 1758) è un insetto dell'ordine dei Ditteri, appartenente alla famiglia dei Muscidi.
È in grado di riprodursi con estrema facilità sia per la capacità di deporre le uova all'interno di qualsiasi materiale di natura biologica in decomposizione, sia per la velocità con cui le larve raggiungono lo stato di individuo adulto, diventando a loro volta capaci di riprodursi in circa dieci giorni. Durante la sua vita, che in condizioni ottimali di cibo e ambiente può variare da 2 a 4 settimane, è in grado di deporre fino a 1000 uova (fino a 500 alla volta, oppure in gruppi da 150-200 ciascuno ogni 3-4 giorni).
L'insetto adulto usa una proboscide raspante per nutrirsi. I cibi solidi vengono prima cosparsi di saliva per essere sciolti e poi succhiati con la proboscide stessa. Sebbene siano mosche domestiche, generalmente confinate alle abitazioni umane, questi insetti possono volare per alcuni chilometri dal luogo in cui sono nate. Sono attive solo durante le ore diurne e di notte riposano negli angoli delle stanze o sospese al soffitto.
La mosca riesce a cogliere il movimento grazie alla particolarità del proprio occhio, che le permette di cogliere in tempo, e quindi evitare, lo scatto di un predatore, che sia un gatto o un uomo. «Risultato: la mosca distingue i lampi di una luce intermittente con frequenza di 250 flash al secondo, mentre l'uomo la percepisce continua, perché l'immagine rimane sulla retina finché la molecola di rodopsina non è ricostituita. Caratteristica, questa, che nella nostra specie ha consentito ai fratelli Lumière la fortunatissima invenzione del cinema».

## Specie simili
La mosca domestica può essere facilmente confusa con l'altrettanto comune piccola mosca domestica (Fannia canicularis), che in realtà appartiene alla famiglia dei Fannidae.

## Larve

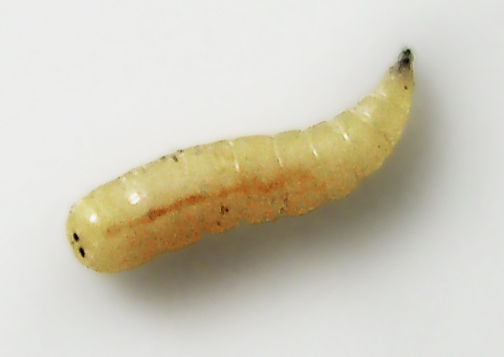
Larva di Musca domestica

La larva della Mosca domestica misura dai 9,5 ai 19,1 millimetri.
L'identificazione delle larve usa una classificazione per stadi. Nel primo stadio la larva è lunga 2-5 mm; nel secondo stadio 6-14 mm; nel terzo stadio 15-20 mm. Rispettivamente queste fasi per le mosche domestiche vengono raggiunte in circa 2-3 giorni, 3-4 giorni e 4-6 giorni dalla deposizione delle uova.

## Evoluzione
Anche se l'ordine cui appartiene ha origini molto più antiche, la mosca domestica si ipotizza essersi evoluta all'inizio dell'Era cenozoica, circa 65 milioni di anni fa. Si pensa che questa specie abbia avuto origine nella regione paleartica, in particolare nel Medio Oriente. Data la loro stretta relazione commensalistica con la specie umana, le mosche probabilmente devono la loro diffusione su scala mondiale a movimenti di co-migrazione con l'uomo.

## Rapporti con l'uomo
Nei climi più freddi le mosche domestiche sopravvivono solamente se vivono con l'uomo. Hanno la tendenza ad aggregarsi e risultano difficili da cacciare via. Sono capaci di trasportare più di 100 agenti patogeni responsabili di malattie come tifo, colera, salmonellosi, dissenteria bacillare, tubercolosi, antrace, infezioni degli occhi e vermi endoparassiti. Nelle regioni più povere e con scarso livello di igiene le mosche sono tra i principali vettori di malattie. Alcuni ceppi hanno sviluppato resistenza ai più comuni insetticidi.
La mosca domestica si nutre di sostanze liquide o semi-liquide oltre a materiali organici solidi che ha pretrattato con la sua saliva o vomito. A causa della grande quantità di cibo che ingerisce quotidianamente, essa deposita feci in maniera praticamente costante e questo è uno dei fattori che rende questo insetto un vettore di patogeni.

## Anatomia

I: capo; II: torace; III: addome. — 1: prescuto;
2: stigma (o spiracolo) anteriore; 3: scuto; 4: basalare; 5: caliptra; 6: scutello; 7: nervatura alare (costa); 8: ala; 9: urite (o segmento addominale); 10: bilanciere; 11: stigma (o spiracolo) posteriore; 12: femore; 13: tibia; 14: sperone; 15: tarso; 16: propleura; 17: prosterno; 18: mesopleura; 19: mesosterno; 20: metapleura; 21: metasterno; 22: occhio composto; 23: arista; 24: antenna; 25: palpi mascellari; 26: labbro inferiore (o labium); 27: labello; 28:pseudotrachee; 29:?.